# Menhir de la Chassagne

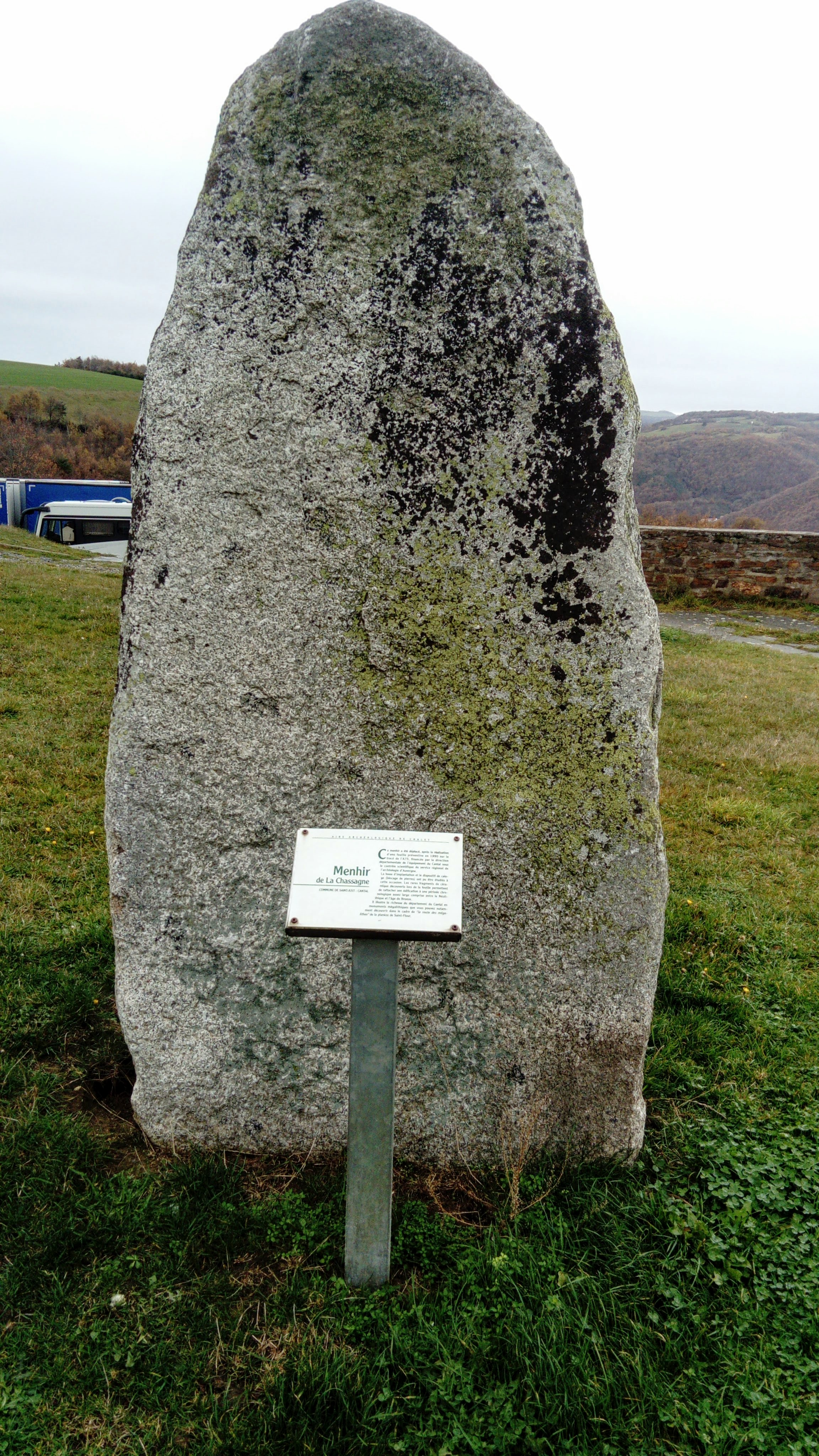
Menhir de la Chassagne

Der Menhir de la Chassagne steht etwa 1,0 km nördlich von Massiac nahe der Autobahn A 75, bei Saint-Flour im Département Cantal nahe der Grenze zum Département Haute-Loire in Frankreich.
Der 2,8 m hohe, oben abgeschrägte Menhir wurde bei den Arbeiten an der A 75 von der Trasse entfernt und am Rastplatz „Aire de Chalet“ aufgestellt.